# Précoce de Trévoux
La Précoce de Trévoux est une variété de poire de table d'origine française, créée à la fin du XIXe siècle par un arboriculteur de Trévoux (Ain).

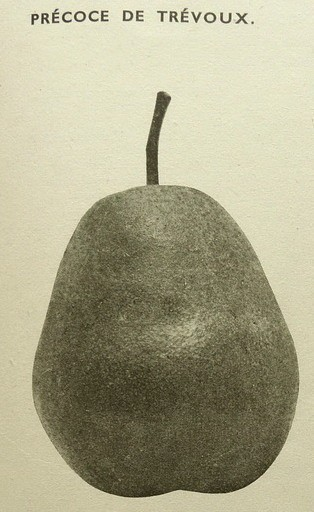
Précoce de Trévoux.

Cueillie et consommée à partir de la mi-août, elle se conserve dans des conditions naturelles jusqu'au début septembre et en chambres réfrigérées jusque fin septembre.